# Église Saint-Homobon de Rome
L'église Saint-Homobon (italien : chiesa di Sant'Omobono) est une église romaine de l'archidiocèse de Rome construite au XVe siècle située dans le quartier de Ripa. 

## Historique
Située dans le forum Boarium (littéralement « marché aux bœufs »), l'église fut sujet d'excavations dans les années 1930 dans ce que l'on nomma « le grattage du Capitole » qui permit de découvrir l'aire de Sant'Omobono, une aire sacrée où sont réunis plusieurs temples romains. La première église fut construite au VIe siècle sous le nom de San Salvatore in Portico (en référence au portique d'Octavie, situé tout près). Sa restauration s'amorça entre le XIIe et le XIIIe siècle où l'on rendit le bâtiment plus décoré et orné. Après sa reconstruction en 1482 (version actuelle), elle fut donnée à l'université des tailleurs et fut consacrée à saint Hommebon de Crémone, saint patron des tailleurs. Elle accueillit entre-temps la confrérie des Calzettai, des Sartori et celle des Giubbonari. Les dernières rénovations remontent à 1940.